# Peter-Cornelius-Plakette

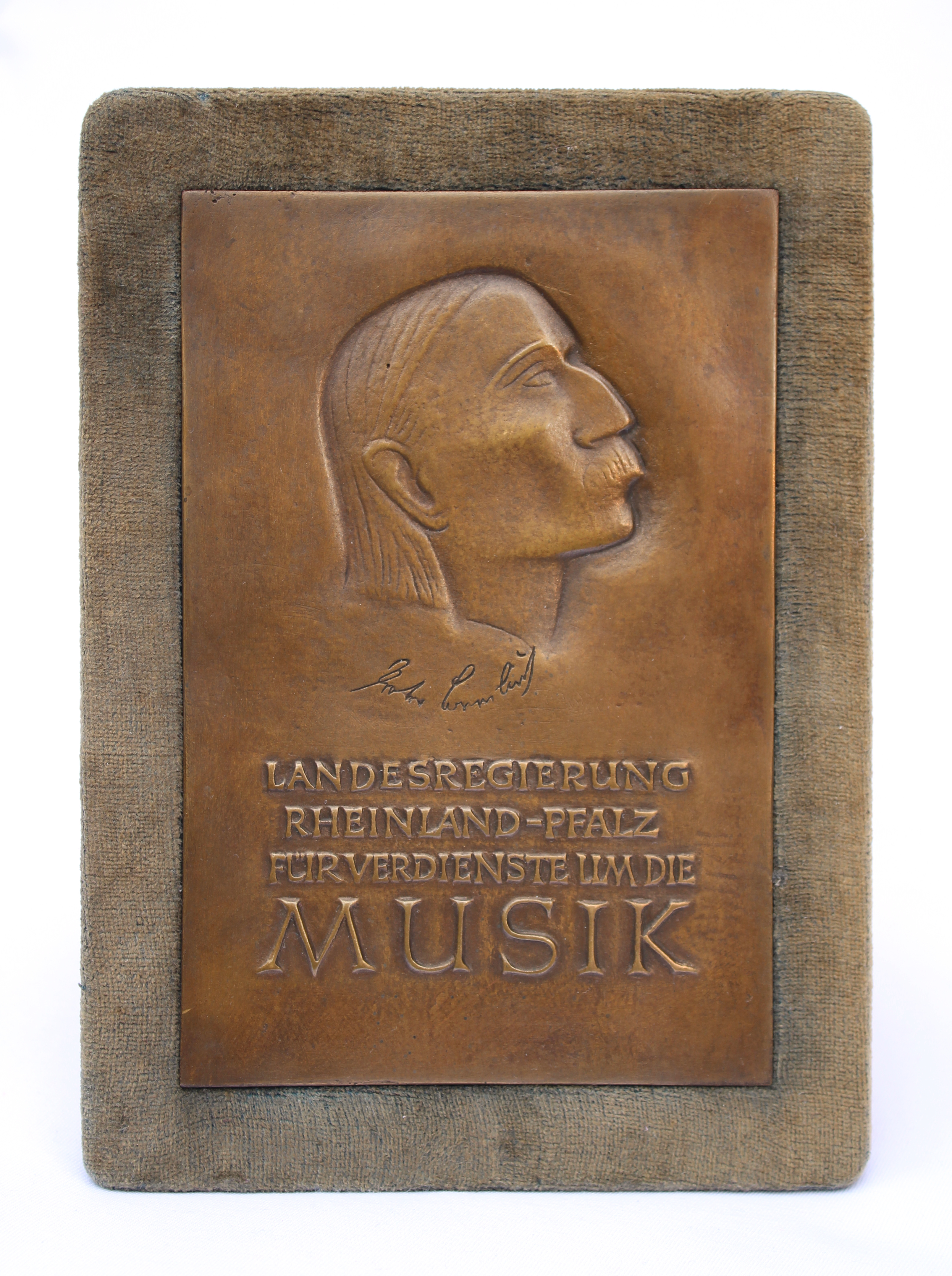
Peter-Cornelius-Plakette

Die Peter-Cornelius-Plakette ist eine nach dem Komponisten Peter Cornelius benannte Plakette, die seit 1951 vom Bundesland Rheinland-Pfalz als Auszeichnung für Verdienste in der Musik vergeben wird. Die nicht dotierte Auszeichnung besteht aus der Plakette mit Urkunde.

## Beschreibung
Mit der Peter-Cornelius-Plakette werden Personen gewürdigt, die in Rheinland-Pfalz ansässig sind und sich bei der Ausübung einer langjährigen Tätigkeit besondere Verdienste auf Gebiet der Musikpflege und Musikschöpfung erworben haben. Die Auszeichnung  wird nicht regelmäßig, sondern nach Bedarf vergeben. Zuständig ist das Ministerium für Familie, Frauen, Kultur und Integration des Landes Rheinland-Pfalz. Es gibt keine Altersbegrenzung. Eine Bewerbung ist nicht möglich.
Die 100 × 150 mm große Plakette wurde von der Künstlerin Emy Roeder gestaltet. Sie zeigt auf der Vorderseite den Kopf des Komponisten Peter Cornelius im Profil und darunter in vier Zeilen die Inschrift (in Großbuchstaben) „Landesregierung Rheinland-Pfalz für Verdienste um die Musik“.

## Preisträger
Nachweis der Preisträger bis 2013: offizielle Liste
| Jahr | Name |
| ---- | --- |
| 1951 | Männerchor Rengsdorf – Musik-Direktor Knettel, Bingen |
| 1952 | F. Altmeier, Trier – A. Berg, Speyer – Luise Wandel, Mainz – Heinz Berthold, Mainz – Männerchor Harmonie 1845, Planig |
| 1953 | Nassen, Betzdorf |
| 1955 | Ludwig Strecker der Jüngere, Mainz – Generalmusikdirektor Otto Winkler, Koblenz |
| 1956 | Generalmusikdirektor Karl Rucht, Ludwigshafen |
| 1959 | Sieglar, Trier – Adolf Graf, Speyer |
| 1960 | Franz-Josef Wagner, Cochem |
| 1961 | Rudolf Desch, Sobernheim |
| 1963 | Ernst Laaff, Mainz |
| 1964 | Theo Klan, Pirmasens |
| 1965 | Deichelmann, Idar-Oberstein – Geißler, Mainz – Karl Maria Zwißler, Mainz |
| 1973 | Wolfgang Hofmann, Mannheim – Curt Werner, Mannheim – Theo Ziegler, Ludwigshafen |
| 1976 | Willi Groß, Bernkastel-Wittlich – Willi Schmidt, Traben-Trarbach – Bernhard Conz, Salzburg-Parsch – Volker Hoffmann, Mainz – Diethard Hellmann, Mainz – Hans-Hermann Kurig, Traben-Trarbach – Philipp Mohler, Frankfurt/Main – Otto Nitze, Idar-Oberstein – Emmerich Smola, Kaiserslautern                                    |
| 1977 | Robert Oberhauser, Dahn – Willi Nöther, Landau – Ernst Schrader, Hamm/Sieg |
| 1978 | Erich Vollmer, Westerwaldkreis – Wilfried Emmert, Kaiserslautern – Karl Berg, Trier – Stephan Cosacchi, Frankenthal – Albert Hoffmann, Speyer – Egon Simonek, St.Goar-Biedernheim – Werner Theisen, Koblenz – Theo Fischer, Bingen – Walter May, Kaiserslautern – Marlott Persijn-Vautz, Kaiserslautern                       |
| 1980 | Arnold Freistühler, Staud b. Wirges – Philipp Biegler, Dorn-Dürkheim – Vera Dupont, Bad Kreuznach – Paul Landenberger, Kaiserslautern – Emilie Schmitt, Grünstadt – Rudolf Kiefer, Koblenz – Richard-Strauß-König, Dahn |
| 1982 | Werner Wegener, Kaiserslautern – Hans Strauch, Worms – Rheinhessisches Lehrerstreichquartett, Wöllstein – Mainzer Hofsänger, Mainz – Hubert Scherer, Koblenz – Karl-Heinz Franke, Österreich |
| 1983 | Heinz-Leopold Sulanke, Kaiserslautern – Gottfried Brause, Speyer – Martin Carl, Mainz |
| 1984 | Carl Caelius, Koblenz – Franz Kehl, Mainz-Bodenheim |
| 1985 | Tobias Ihle, Worms – Erwin Plickat, Zweibrücken – Fritz Becker, Mainz-Bodenheim – Jakob Nell, Andernach – Hellmuth Heller, Imsbach – Walter Maas, NL-Bildhoven |
| 1987 | Erika Sandt, Pirmasens – Mladen Bašić, Mainz – Heinz Markus Göttsche, Speyer – Clemens Henrich, Koblenz – Alois Mayer, Bitburg – Rudolf Müller, Longkamp – Siegfried Salten, Ludwigshafen am Rhein – Schäfer, Bad Ems – Hans Werres, Neuwied – Hans Wiener, Dexheim – Paul Engel, Kusel                                       |
| 1988 | Peter Mallmann, Karbach – Ingeborg Wagner, Schmalenberg – Lothar Hechler, Worms – Hans Pfeifer, Ludwigshafen – Rudolf Busch, Wackernheim – Hans Dieter, Saulheim – Gerhard Gralow, Alzey – Karl-Günther Bechtel, Trier – Robert Wittinger, Neustadt/W. – Franz Jostock Bitburg – Josef Monter, Prüm – Willibald Stipp, Weiler |
| 1991 | Rudi Diehl, Zweibrücken – Theo Fürst, Herrstein – Herbert Henning, Alzey – Werner Reitz, Bingen – Herbert Schwarte, Trier – Klaus Weber, Koblenz – Paul Zöller, Mainz-Laubenheim |
| 1992 | Wolf-Eberhard von Lewinski, Mainz – Hein & Oss Kröher, Pirmasens |
| 1993 | Walter Bonde, Rhens – Winfried Liesenfeld, Halsenbach – Hermann Josef Lentz, Ludwigshafen am Rhein |
| 1994 | Engelbert Licht, Mainz |
| 1995 | Klemens Böhmer, Niederfischbach – Alois Herborn, Herborn – Hansjürgen Hoffmann, Neustadt an der Weinstraße – Martin Lehr, Alsenz – Horst Sdorra, Kirchberg – Carl Schneider, Mainz |
| 1996 | Herbert Weller, Gebhardshain – Karl Sieber, Pirmasens – Ruth Kays, St.Goar-Biebernheim – Leo Bader, Speyer – Schnuckenack Reinhardt, Rhodt unter Rietburg |
| 1997 | Magdalene Schauß-Flake, Burgsponheim – Werner Lohner, Mendig – Hubert Teusen, Salz – Günter Dorn, Ludwigshafen – Hans Richard Stracke, Koblenz |
| 1998 | Erich Breitmann, Nieder-Olm – Klaus Kiefer, Germersheim – Baldur Melchior, Kusel |
| 1999 | Erich Gemmel, Bad Kreuznach – Friedel Nattermann, Grünstadt – Heinrich Poos, Seibersbach – Rolf Wegeler, Koblenz – Karl Zimmermann, Waldbreitbach – Hilger Schallehn, Mainz – Hans Günter Wagner, Mainz |
| 2001 | Mathias Breitschaft, Mainz – Richard Groß, Trier – Theodor Guschlbauer, Ludwigshafen |
| 2003 | Robert Sund, Upsala/Schweden – Sigi Schwab, Ludwigshafen/München |
| 2004 | Shao-Shia Lü, Koblenz |
| 2005 | Tom Schroeder, Mainz |
| 2007 | Christoph-Hellmut Mahling, Mainz – Volker David Kirchner, Mainz – Bernhard Hassler, Münchweiler an der Rodalb – Leo Krämer, Speyer – Wolfgang Schmidt-Köngernheim, Mainz |
| 2008 | Hermann Lewen, Bernkastel-Kues |
| 2009 | Wolfgang Haenisch, Kerken |
| 2010 | Fritz Rau, Bad Homburg |
| 2011 | Albert Schönberger, Weimar – Ralf Otto, Mainz |
| 2013 | Renn-Quintett (Blechbläser-Ensemble), Kaiserslautern |
| 2019 | Generalmusikdirektor Victor Puhl, Trier |
| 2022 | Heinz Anton Höhnen, Koblenz |
| 2023 | Joachim Reidenbach – Olaf Theisen, Koblenz |
| 2024 | Barbara Harnischfeger, Koblenz |